# Phare de Punta Maisí
Le phare de Punta Maisí (en espagnol : Faro de Punta Maisí) est un phare actif situé sur Punta Maisí (ceb) à Maisí, à l'extrémité sud-est de la province de Guantánamo, à Cuba.

## Histoire
Ce phare, mis en service en 1982, est situé à la pointe est de l'île. Cette station de signalisation maritime possède plusieurs maisons de gardien à un étage et d'autres bâtiments techniques. C'est une station occupée avec du personnel. La tour est visitable avec l'accord des gardiens.

## Description
Ce phare  est une tour cylindrique en pierre en fibre de verre, avec une double galerie et une lanterne de 31 m de haut. La tour est peinte en blanc. Il émet, à une hauteur focale de 37 m, un éclat blanc par période de 15 secondes. Sa portée est de 27 milles nautiques (environ 50 km).
Identifiant : ARLHS : CUB-030 ; CU-0599 - Amirauté : J5018 - NGA : 110-13008 .

### Lien connexe
- Liste des phares de Cuba